# Tacco de Cuba
Coccyzus merlini
Espèce
Statut de conservation UICN

 LC  : Préoccupation mineure
Synonymes
- Saurothera merlini

Le Tacco de Cuba (Coccyzus merlini) est une espèce d'oiseaux de la famille des Cuculidae.

## Répartition
Son aire de répartition s'étend sur les Bahamas, les Îles Turques-et-Caïques et Cuba.

## Systématique
Jusqu'en 2006, il était classé dans le genre Saurothera qui a été supprimé par l'AOU et dont les 4 espèces ont été intégrées au genre Coccyzus.

## Liste des sous-espèces
- Coccyzus merlini bahamensis (H. Bryant, 1864)
- Coccyzus merlini decolor (Bangs & Zappey, 1905)
- Coccyzus merlini merlini (Orbigny, 1839)
- Coccyzus merlini santamariae (Garrido, 1971)